# Rifugio Ciampedie
Das Rifugio Ciampedie ist eine Berghütte der Società degli Alpinisti Tridentini (SAT), auf 1998 m s.l.m. in der Rosengartengruppe gelegen, einem Teil der Südtiroler Dolomiten (italienische Provinz Trient).

## Lage und Erreichbarkeit
Die Hütte liegt oberhalb von Vigo di Fassa im südöstlichen Teil des Rosengartenmassivs. Von dort ist sie auch mit einer Seilbahn erreichbar. Sowohl von Vigo als auch aus dem nördlich gelegenen Valle di Vajolet ist der Zustieg über Fahrstraßen und markierte Wanderwege möglich.
In unmittelbarer Umgebung befinden sich mit Bellavista (2000 m) und Rifugio Negritella (1986 m) weitere Unterkünfte. Übergänge sind zu zahlreichen weiteren Hütten wie Rotwandhütte, Vajolet-Hütte und Grasleitenpasshütte möglich. Darüber hinaus ist das Rifugio Ciampedie als Ausgangspunkt mehrerer Rundwanderungen und Klettersteige (z.B: Rotwand, Kesselkogel) geeignet.
Für den Wintertourismus ist die Umgebung durch das Skigebiet Vigo di Fassa erschlossen.

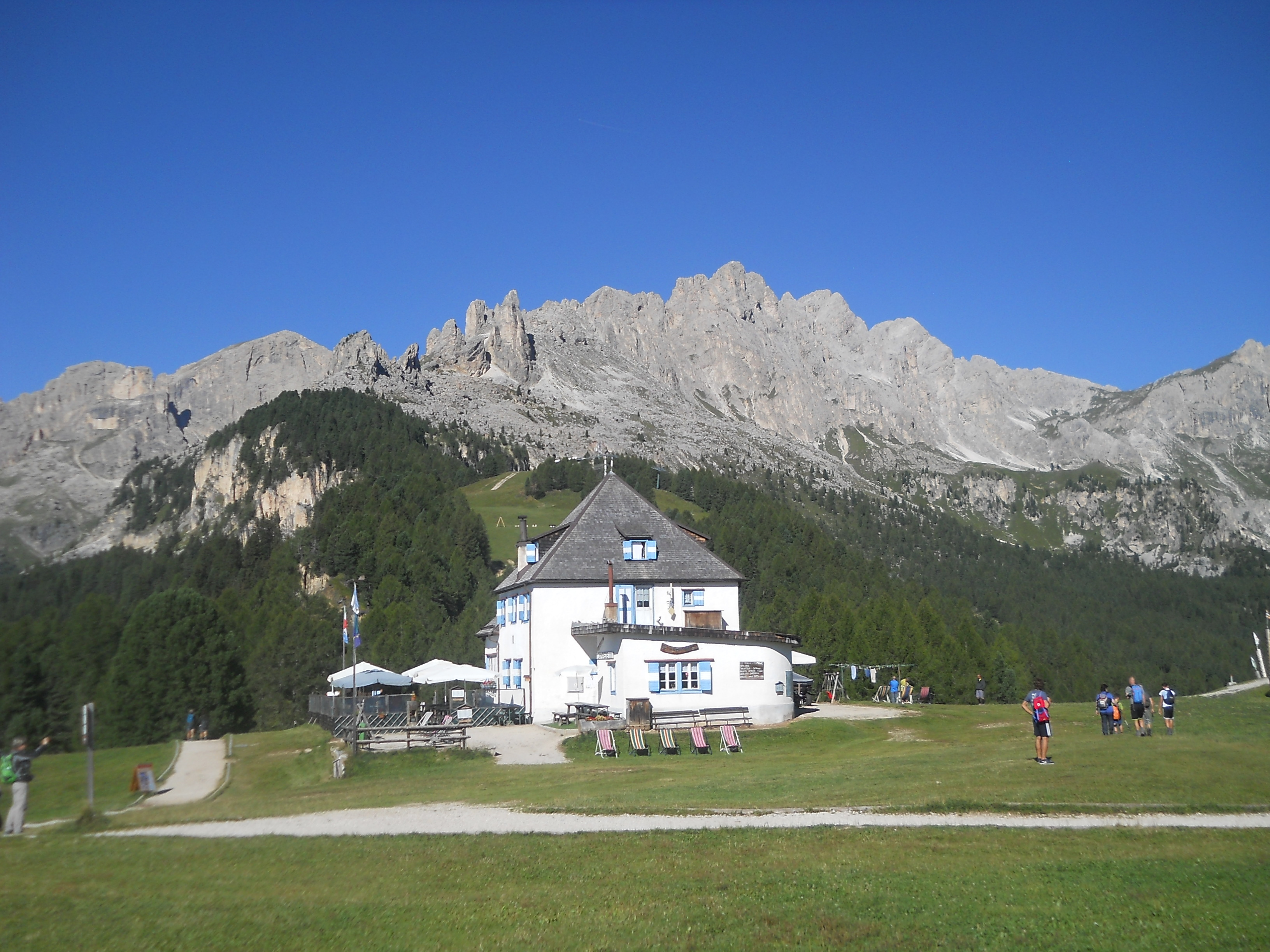
Ciampedie mit den Zigolade im Hintergrund

## Geschichte
Die Ciampedie-Hütte wurde 1904 von Silvio Rizzi aus Pera im Fassatal als privates Berggasthaus erbaut.
Das Haus verfügte mit 6 Zimmern über 12 Betten und einem Lager mit 4 Plätzen.
Im Frühjahr 1913 bot der Eigentümer die Hütte wegen Krankheit in seiner Familie der Sektion Leipzig des Deutschen und Österreichischen Alpenvereins zum Kauf an. Auf Grund der sehr schönen und günstigen Lage, erreichbar von der Vajolet-Hütte in 1 ½ Stunden, wurde die Entscheidung schnell getroffen, das Haus sofort zu erwerben. Der Kaufpreis betrug  24.600 Kronen.
Nach dem Ersten Weltkrieg wurde die Ciampedie-Hütte vom italienischen Staat enteignet und 1923 der Trentiner Società degli Alpinisti Tridentini (SAT), einer Sektion des Club Alpino Italiano (CAI) übergeben.